# Ficus mathewsii
Ficus mathewsii là một loài thực vật thuộc họ Moraceae. Loài này có ở Brasil, Colombia, Guyana, Peru, và Venezuela.